# Uroxys brachialis
Uroxys brachialis är en skalbaggsart som beskrevs av Gilbert John Arrow 1933. Uroxys brachialis ingår i släktet Uroxys och familjen bladhorningar. Inga underarter finns listade i Catalogue of Life.